# Eikengaffeltandmos
Eikengaffeltandmos (Dicranum fuscescens)  is een mossoort die behoort tot de familie Dicranaceae. Het komt voor op schors en hout.

## Kenmerken
Ondanks de sterk sikkelvormig gekromde blaadjes is eikengaffeltandmos een weinig opvallend gaffeltandmos.

## Ecologie
Eikengaffeltandmos groeit meestal in plukjes op de voet van bomen met een voedselarme schors, bij voorkeur (Amerikaanse) eik en berk in bossen op voedselarme zandgrond. Het is echter ook bekend van wilgen met oude, verzuurde schors in oude griendbossen. De overeenkomst is gelegen in de hoge luchtvochtigheid in beide situaties. De soort is op de hogere zandgronden waarschijnlijk gebonden aan oude bossen. 

## Verspreiding
In Nederland komt het zeldzaam voor. Het is niet bedreigd en staat niet op de Nederlandse Rode Lijst. De eerste vondst van eikengaffeltandmos uit Nederland dateert van 1950. Het werd in eerste instantie vooral gemeld van de Noord-Veluwe en in Drenthe. De meeste waarnemingen van na 1980 zijn gedaan op de Veluwe, in de Kop van Overijssel en rond Ureterp in het oosten van Friesland. Het komt ook voor in oude griendbossen in de Biesbosch en in Flevoland. Hoewel het aan geschikte groeiplaatsen niet lijkt te ontbreken is eikengaffeltandmos toch overal zeldzaam.

## Foto's

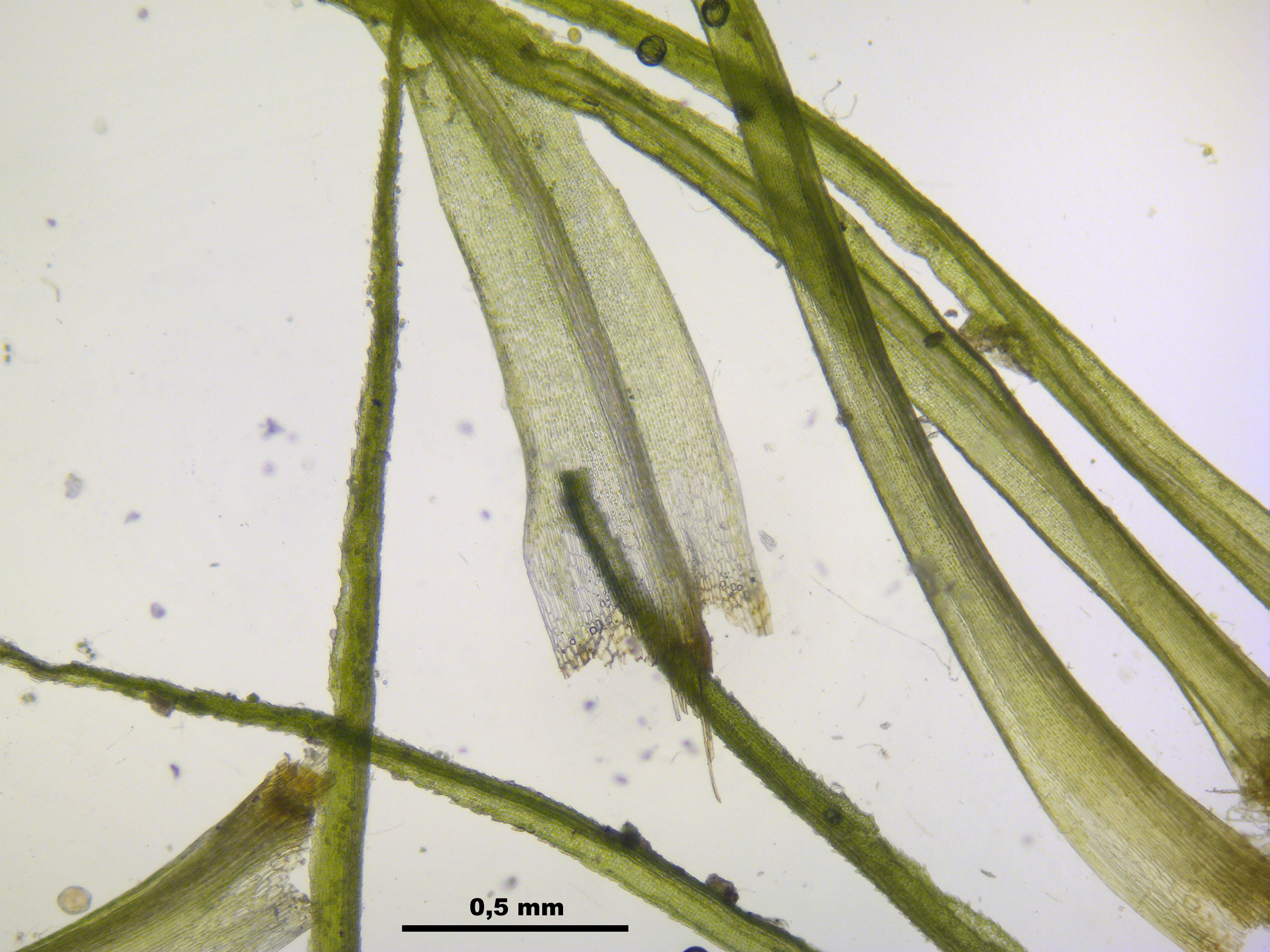
Bladeren
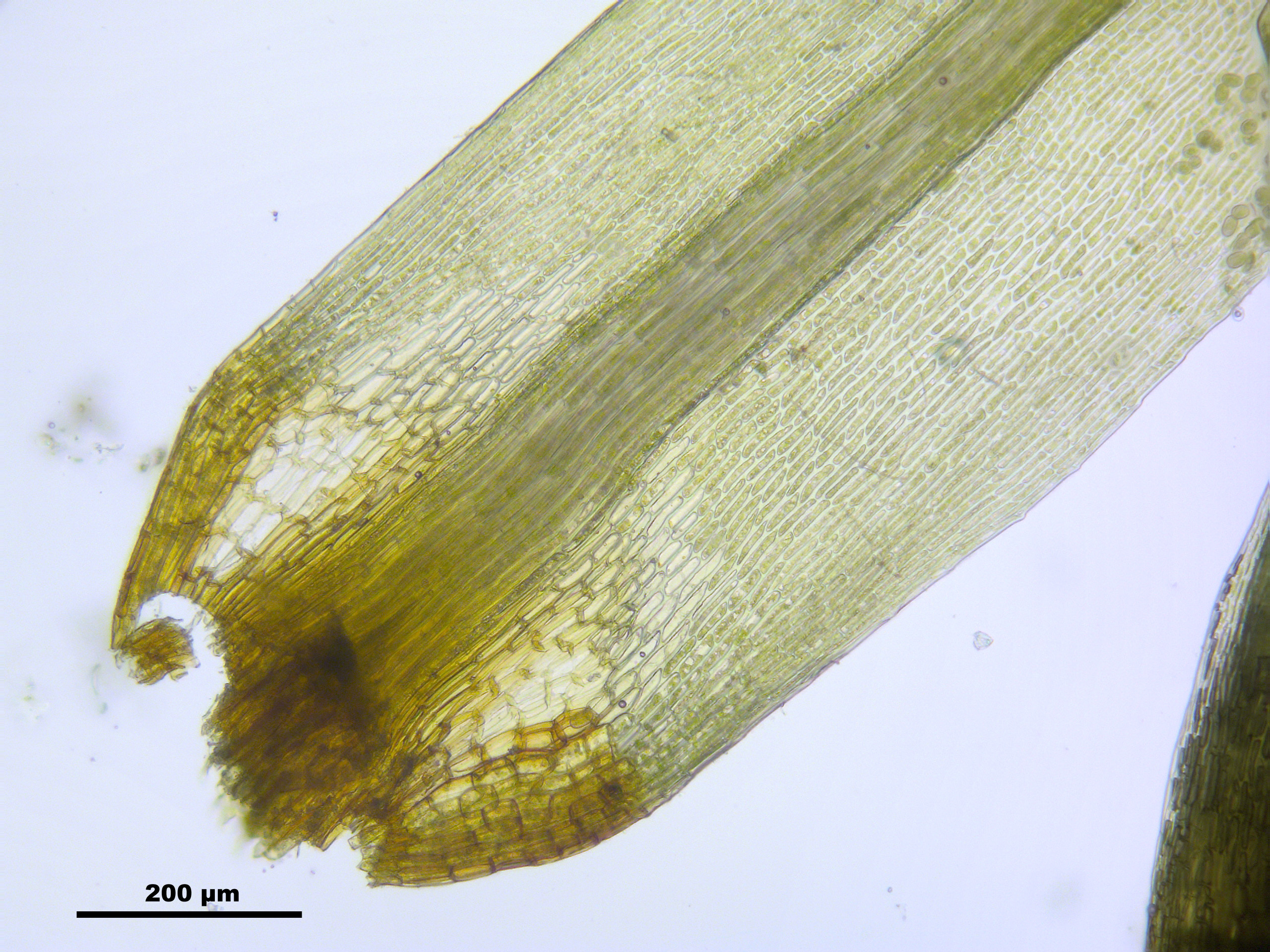
Bladvoet
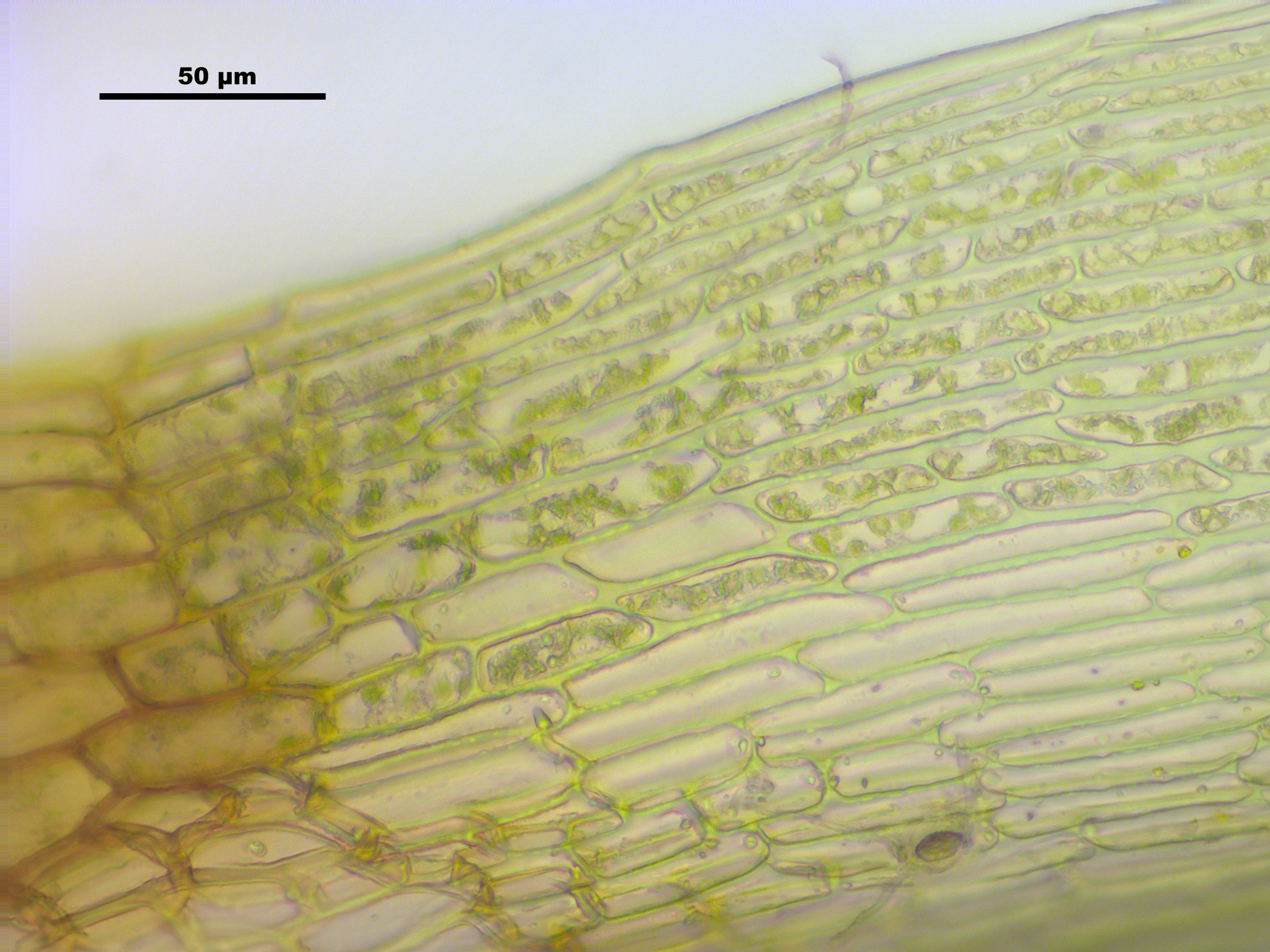
Bladcellen bladvoet
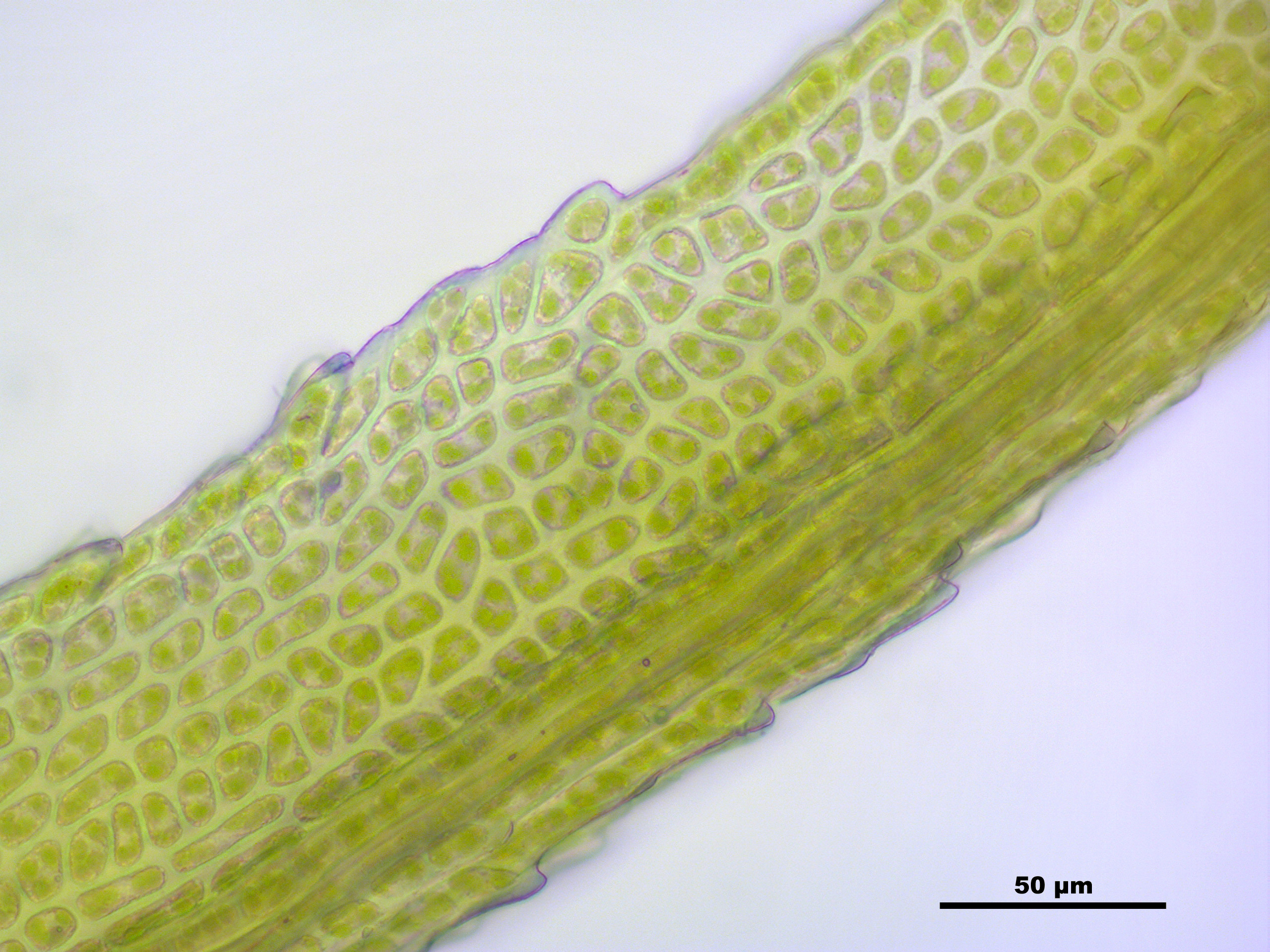
Bladcellen midden
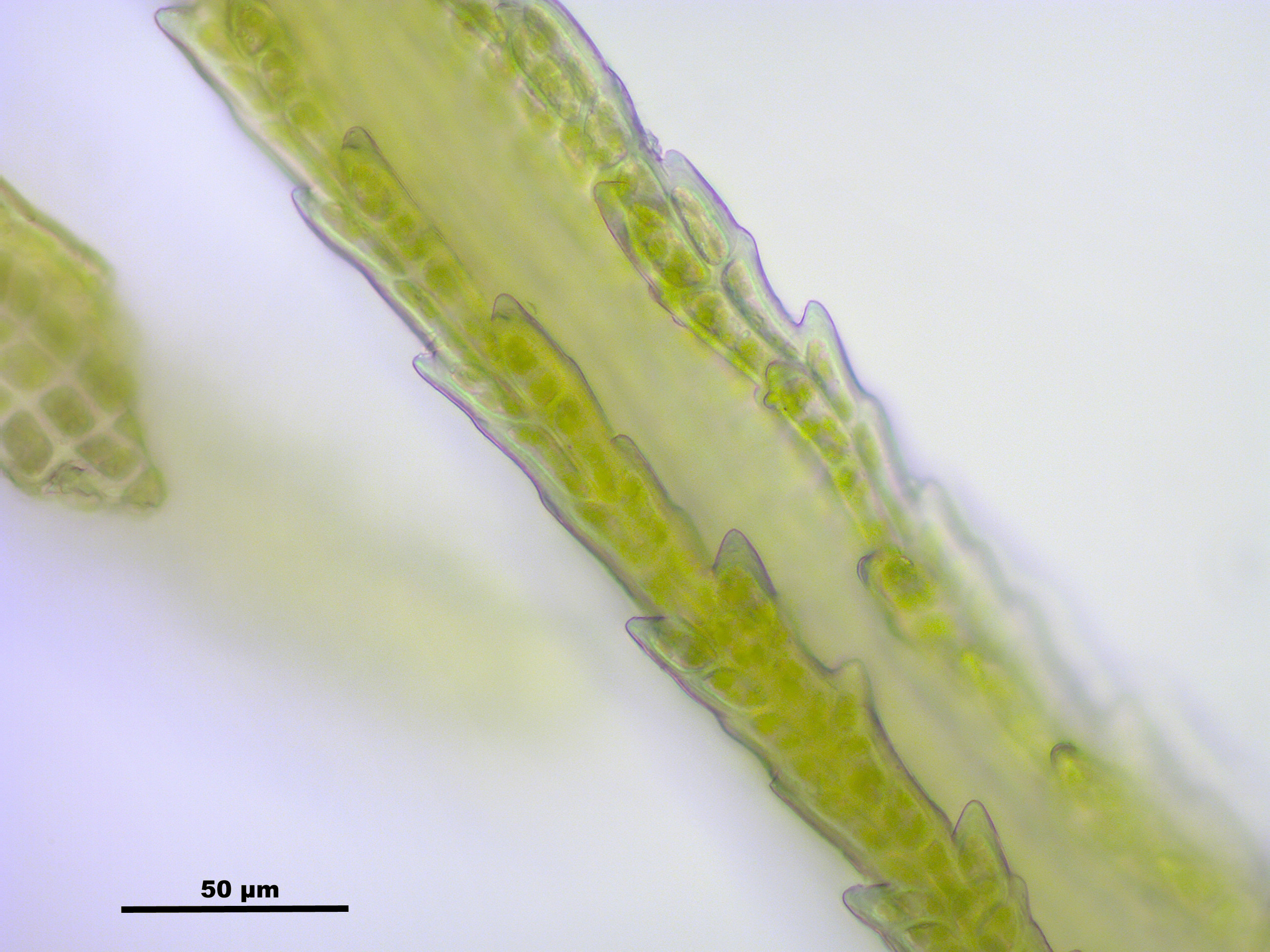
Bladcellen top
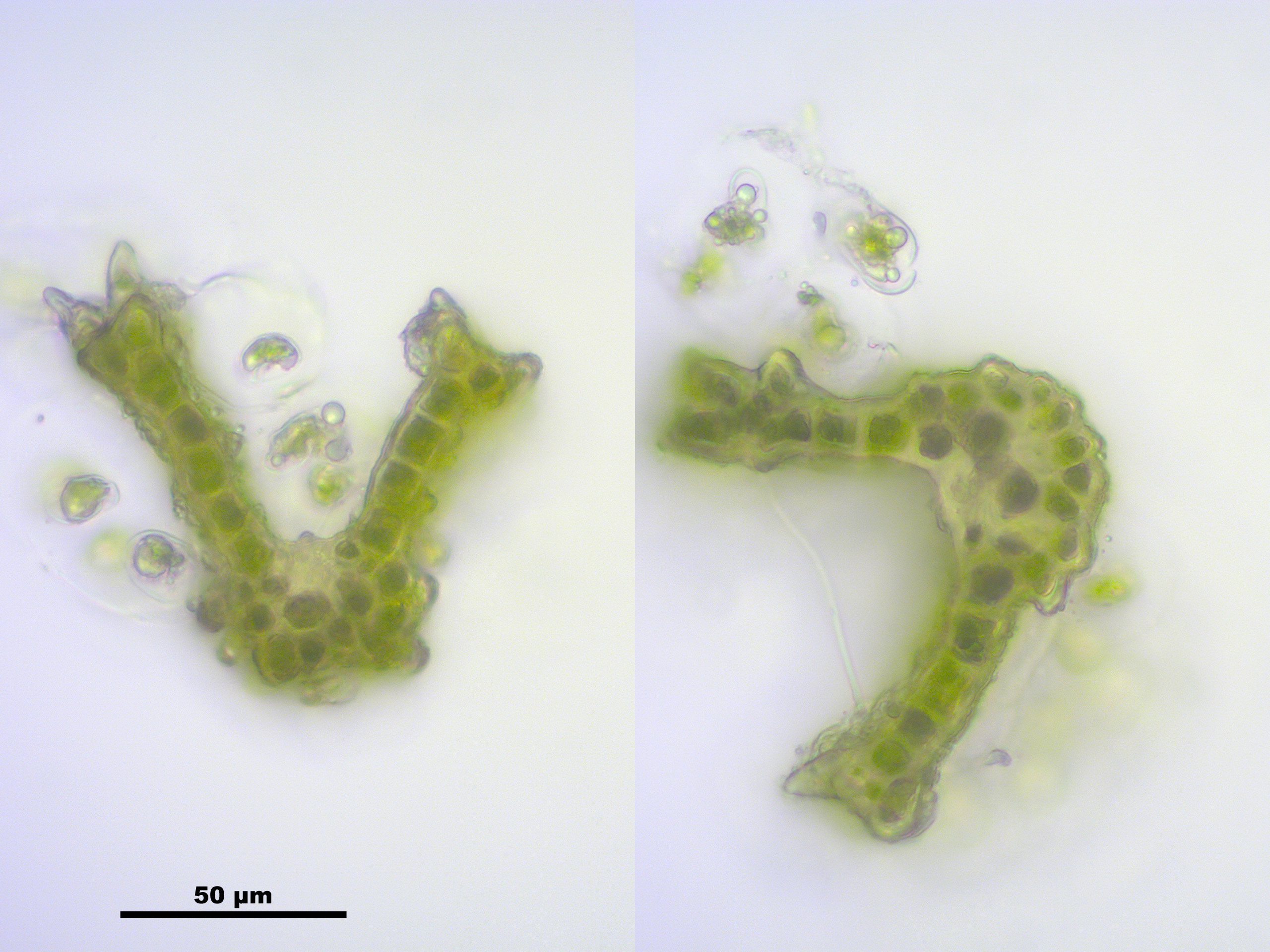
Doorsnede blad